# Werchau
Werchau ist ein Ortsteil der Stadt Schlieben im südbrandenburgischen Landkreis Elbe-Elster.

## Lage
Werchau liegt rd. 7,5 Kilometer Luftlinie nordwestlich der Kernstadt Schlieben an der L 721, die von Jeßnigk nach Wiepersdorf verläuft. Es grenzt im Nordwesten und Norden an Wildenau und Wiepersdorf (beide Orte sind Ortsteile der Stadt Schönewalde), im Osten an Freileben (Ortsteil der Gem. Lebusa), im Südosten an den Ortsteil Schlieben, im Süden an Jeßnigk und im Westen an Dubro. Die Gemarkung umfasst eine Fläche von 824,6 Hektar.

## Geschichte
Der Ort wurde erstmals 1346 als Werchenaw urkundlich erwähnt und war ein kurfürstlich-sächsisches Lehen. Der Ortsname ist aus dem Slawischen abgeleitet und bedeutet Siedlung auf einer Erhebung. Nach der Siedlungsstruktur ist Werchau ein Straßenangerdorf.
1360 kaufte Herzog Rudolf das Dorf von Hans Ratzigk. Im Jahr 1419 verlieh der Herzog seinen Besitz an Hans von Roßtog und Heinrich von der Lochow. Nach dem Tod des Heinrich von der Lochow erhält Jorge von Draendorff 1467 diesen Teil des Dorfes von Kurfürst Ernst als Lehen. 1529 wohnten 14 Hufenbauern und ein Kossät in Werchau. 1591 befindet sich der ehemalige Besitzteil der von Roßtog in der Hand eines Georg Löser. Anfang des 17. Jahrhunderts ist schließlich der gesamte Ort im Besitz derer von Drandorf. Georg von Drandorf verstarb im Jahre 1671. Seine Erben konnten diesen Besitz nicht halten und 1690 wird eine Familie von Lichtenhayn als Besitzer genannt. Für die Zeit bis ins 18. Jahrhundert werden weitere wechselnde Besitzverhältnisse vermutet. 1721 ist eine Windmühle in Werchau nachgewiesen. 1980 gab es noch Reste einer Bockwindmühle auf dem Mühlenberg nördlich des Ortskerns; diese sind heute völlig verschwunden. Ende des 18. Jahrhunderts gehörte das Gut der Familie von Kleist. Eine Frau Obrist von Kleist auf Zützen vererbte es 1814 an ihren Enkel Friedrich von Kleist auf Tzschernowitz (heute Czarnowice bei Gubin, Polen). Dieser vererbte 1835 seinen Besitz an seinen Bruder Wilhelm Bogislaw von Kleist vom Loss und das Gut blieb lange im Eigentum der Familie von Kleist. Mit Ausnahme von zwei Hufengütern hatte das Rittergut die Patrimonialgerichtsbarkeit über den gesamten Ort. Nach Wilhelm Bogislav Graf Kleist-Loss (1792–1860), Gutsherr auf Tschernowitz bei Guben, Werchau, Mehlsdorf, Knippelsdorf und weiteren Gütern in Pommern, Kgl. Preuß. Hofjägermeister, folgte dessen Sohn aus 2. Ehe, Konrad (1839–1900), auf Werchau und Mehlsdorf. Dann war dessen Sohn Wilhelm (1862–1907) wiederum Besitzer von Werchau und Mehlsdorf bei Dahme/Mark. Mehlsdorf mussten die teils in Dresden lebenden Nachfahren, Witwe Erica und Sohn Graf Dennis (1904–1988), bereits 1922 an den preußischen Staat abgeben. Werchau wurde 1938 verkauft.
Werchau gehörte bis 1815 zum kursächsischen Amt Schweinitz. Sachsen musste das Amt Schweinitz am 21. Mai 1815 an Preußen abtreten. Dieses wurde mit den ebenfalls vorher kursächsischen Ämtern Schlieben und Seyda mit nur geringfügigen Gebiets- und Grenzveränderungen zum neuen preußischen Kreis Schweinitz (Regierungsbezirk Merseburg, Provinz Sachsen) zusammengefasst. Ab 1939 führte der Kreis die reichseinheitliche Bezeichnung Landkreis Schweinitz. 1950 wurde er in Landkreis Herzberg umbenannt. Bereits 1952 wurde der Landkreis in die zwei neuen Kreise Herzberg und Jessen aufgeteilt, Werchau kam zum Kreis Herzberg. Nach der Wende kam der Kreis in das wieder gegründete Land Brandenburg. Im Zuge der Ämterbildung 1992 in Brandenburg bildete Werchau mit 15 anderen Gemeinden das Amt Schlieben. Zum 1. November 2001 schlossen sich die Gemeinden Frankenhain, Jagsal, Oelsig, Wehrhain, Werchau und die Stadt Schlieben zur neuen Stadt Schlieben zusammen. Seither ist Werchau ein Ortsteil der Stadt Schlieben.
| 1875 | 250 |  | 1946 | 310 |  | 1989 | 187 |  | 1995 | 178 |
| 1890 | 250 |  | 1950 | 307 |  | 1990 | 186 |  | 1996 | 173 |
| 1910 | 230 |  | 1964 | 242 |  | 1991 | 188 |  | 1997 | 167 |
| 1925 | 224 |  | 1971 | 251 |  | 1992 | 189 |  | 1998 | 168 |
| 1933 | 210 |  | 1981 | 196 |  | 1993 | 184 |  | 1999 | 172 |
| 1939 | 194 |  | 1985 | 200 |  | 1994 | 180 |  | 2000 | 169 |

## Kirchliche Organisation
Werchau war im Mittelalter und frühen Neuzeit eine eigenständige Parochie mit einer Filialkirche in Wiepersdorf. Um 1891 war es Filialkirche von Wildenau. Heute gehört Werchau zur Evangelischen Kirchengemeinde Knippelsdorf.

## Kultur und Sehenswürdigkeiten
Die Denkmalliste des Landes Brandenburg verzeichnet für Werchau vier Baudenkmale:

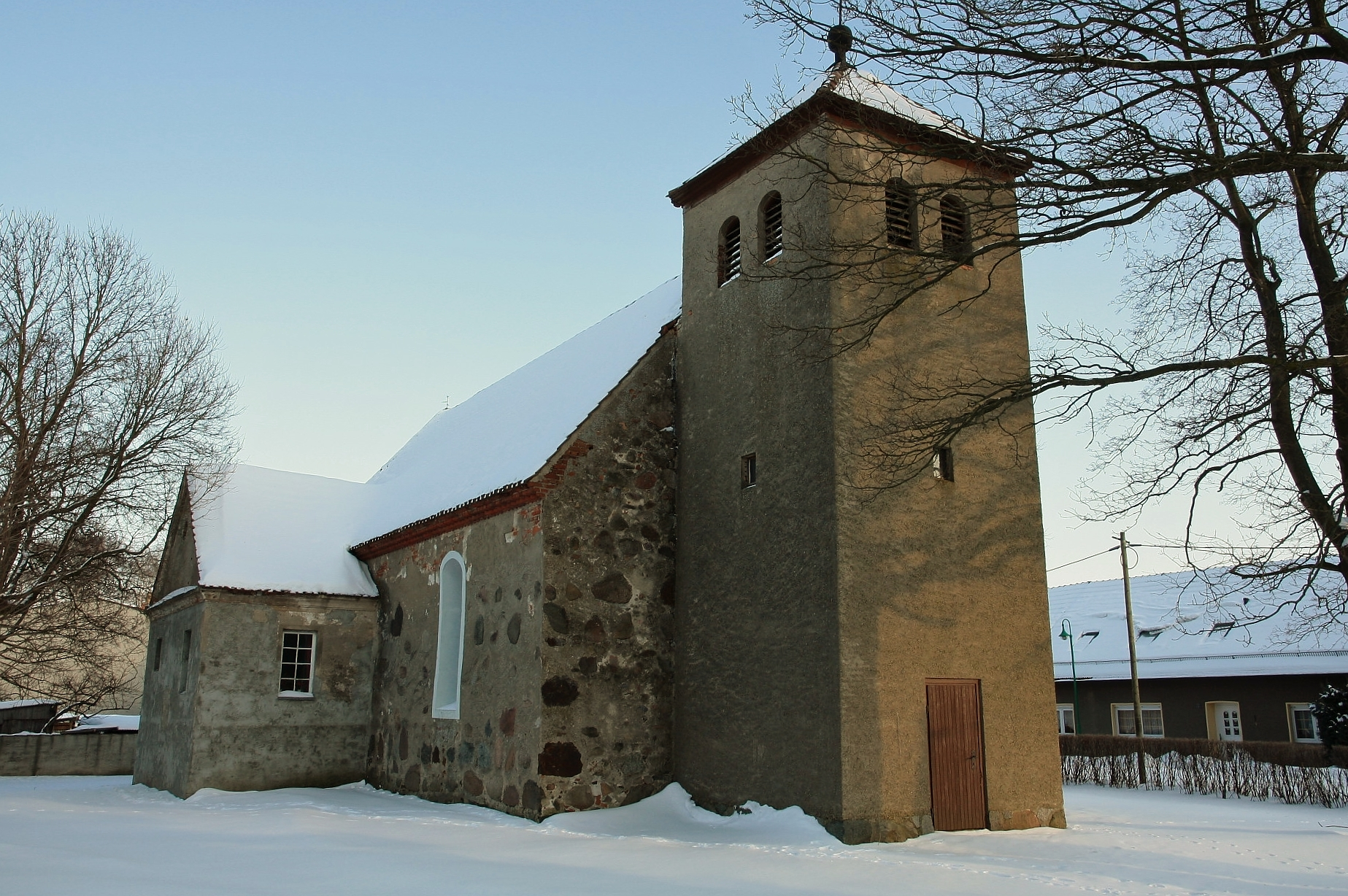
Dorfkirche Werchau

- Dorfkirche. Die Kirche ist ein aus dem 14. Jahrhundert stammender, rechteckiger Feldsteinbau. Auf der Nordseite wurde 1783 eine Patronatsloge angefügt. An der Westseite wurde 1934/5 ein stark eingezogener kleiner Westturm errichtet. Der Innenraum weist noch eine Ausstattung aus der Mitte des 19. Jahrhunderts auf. An der Südwand des Turms ist der Grabstein des Melchior von Drandorf angebracht.
- Werchau 13 Bauernhaus. Der aufwändige, das Ortsbild prägende Sichtziegelbau mit Drempel unter einem Satteldach des Mittelbauern August Haase wurde 1912 errichtet.[3]
- Werchau 30 Durchfahrtsscheune eines Mittelbauerngehöfts. Der giebelständige, zehnständrige Fachwerkbau mit Gefachen aus Lehmstakwerk wurde laut Inschrift 1794 errichtet.[3]
- Werchau 33 Einfahrtsscheune eines Kleinbauerngehöfts. Der neunständrige Fachwerkbau wurde Ende des 18. Jahrhunderts als rückwärtiger Abschluss eines Dreiseitenhofs errichtet.[3]

Sehenswert, wenn auch kein eingetragenes Baudenkmal ist auch das ehemalige Rittergut mit einer um das Jahr 1860 erbauten Kornbrennerei.
Einer der jährlichen kulturellen Höhepunkte in Werchau ist seit Jahrzehnten das im Juni stattfindende traditionelle Teichfahren.

## Persönlichkeiten
- Ullrich Kuhirt (1925–1983), Kunsthistoriker